# Zoran Đinđić
Zoran Đinđić (srbsky Зоран Ђинђић; 1. srpna 1952 Bosanski Šamac – 12. března 2003 Bělehrad) byl srbský premiér, starosta Bělehradu, dlouholetý opoziční politik, původně filozof a publicista. Byl otcem dvou dětí.
Narodil se v Bosně a Hercegovině, ale gymnázium vystudoval v Bělehradě, kam byl jeho otec Dragomir, důstojník jugoslávské armády, vyslán.

## Začátky v politice
O politiku se začal zajímat jako student filozofie na Univerzitě v Bělehradě. Poté, co byl politicky pronásledován za pokus o vytvoření studentského hnutí, pokračoval ve svém studiu v Německu u profesora Jürgena Habermase ve Frankfurtu. Komunistický režim kritizoval ze spíše levicových pozic, ale nikdy nebyl členem Komunistické strany. V roce 1979 Đinđić získal titul Ph.D. z filozofie na univerzitě v Kostnici. Díky studiu mluvil plynně německy. V roce 1989 se Đinđić vrátil do Jugoslávie a vyučoval na univerzitě v Novém Sadu. Společně s dalšími srbskými disidenty založil Demokratickou stranu. V roce 1990 se stal předsedou exekutivního výboru strany a v témže roce byl zvolen do srbského parlamentu. V roce 1993 se stal předsedou Demokratické strany. Až do roku 1995 měl úzké styky s bosenskosrbskými předáky, včetně Radovana Karadžiće. Poté se však od nacionalistů distancoval.

## Lídr opozice
V druhé polovině devadesátých let byl Đinđić spolu s Vesnou Pešićovou a Vukem Draškovićem lídrem demokratické opozice. Po sérii protestů veřejnosti proti anulování komunálních voleb centrální vládou Slobodana Miloševiće na přelomu let 1996/1997 se Đinđić stal starostou Bělehradu (první nekomunistický starosta po druhé světové válce). Spojenectví s politickými protivníky, koalice „Zajedno“ s Srbským hnutím obnovy – SPO (Vuk Drašković) a Občanským svazem Srbska – GSS (Vesna Pešićová), se zhroutilo pouhé čtyři měsíce po jejich vítězství. Đinđić byl odvolán z pozice bělehradského starosty za SPO, SPS a SRS.
S postupujícím časem Zoran Đinđić stále intenzivněji usiloval o svržení režimu Slobodana Miloševiće. V roce 1999, po zahájení bombardování Jugoslávie silami NATO, které sám kritizoval, se v obavě o svou bezpečnost uchýlil do Černé Hory. Když byl na ortodoxní Velikonoce zavražděn protirežimní vydavatel a novinář Slavko Ćuruvija, stal se Đinđić údajně dalším na seznamu atentátů připravovaných Miloševićovými tajnými službami. Od svého návratu z Německa byl považován za politického spojence západních lídrů jako Gerhard Schröder a Bill Clinton. Fotografie, na níž si podává ruku s Clintonem, byla v době bombardování použita Miloševićovou propagandou, aby ho vykreslila jako vlastizrádce. Po svém návratu do vlasti v červenci 1999 byl Đinđić obviněn z ohrožení státní bezpečnosti.

## Srbský premiér

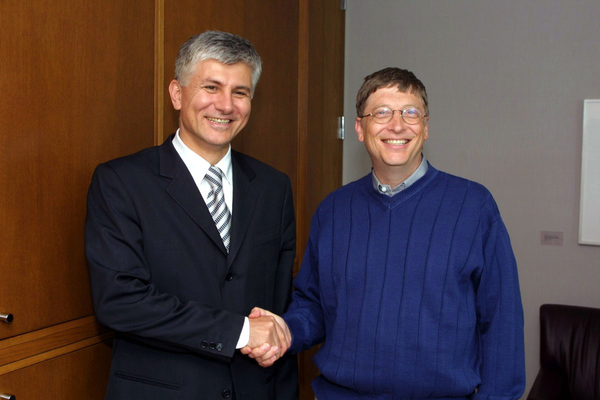
Zoran Đinđić a Bill Gates

Zoran Đinđić byl klíčovou postavou vzpoury proti bývalému prezidentovi Slobodanu Miloševićovi 5. října 2000. Srbským premiérem se stal v lednu 2001. Đinđić, v mnoha ohledech zřejmý nacionalista, se podřídil novému demokratickému pořádku. Za cíl si vytyčil vstup tehdy ještě Jugoslávie do Evropské unie a tvrdý boj proti rozbujelému organizovanému zločinu a klientelismu. Sám byl však často z kontaktů s organizovaným zločinem obviňován. Jeho deklarovaným cílem byla politická, hospodářská a morální konsolidace Srbska. Dezolátní stav hospodářství země se pokusil napravit rychlými hospodářskými reformami, které však nepřinesly tak výrazné zlepšení, jaké by si veřejnost přála, a Đinđić zvolna ztrácel podporu. Jeho příznivci jej označovali za vizionáře, odpůrci za politika měnícího kabát, který se málo staral o minulost nebo o to, co sám ještě nedávno obhajoval. Đinđić se také několikrát dostal do ostrých střetů s tehdejším jugoslávským prezidentem Vojislavem Koštunicou. Koštunica dlouho obviňoval Mezinárodní trestní tribunál pro bývalou Jugoslávii (ICTY) ze zaujatosti proti Srbům a byl tvrdě proti Đinđićovu rozhodnutí vydat Slobodana Miloševiće do Haagu. Đinđić slíbil, že podobně naloží i s někdejším velitelem bosenskosrbských jednotek Ratkem Mladićem, jedním z nejhledanějších zločinců balkánských válek. „Mladić se skrývá v Srbsku, najdeme ho a pošleme do Haagu,“ říkal tehdy Đinđić. (Mladić byl nakonec objeven, zatčen a vydán k soudu až roku 2011.) Koštunicovi se rovněž nelíbil premiérův nápad zaútočit na albánské rebely v nárazníkovém pásmu na jihu Srbska.

## Atentát

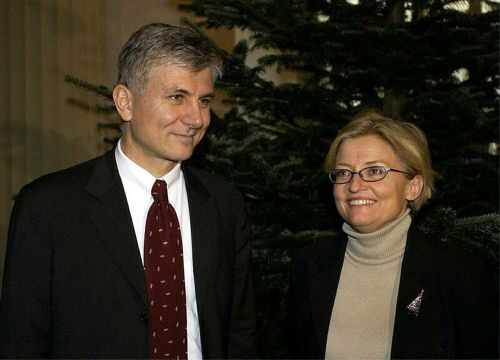
Zoran Đinđić a švédská ministryně zahraničí Anna Lindh ve Stockholmu. Lindh se měla setkat s Đinđićem v Bělehradě v březnu 2003, chvíli před jeho smrtí. Byla zavražděna ve Stockholmu šest měsíců po zavraždění Đinđiće.

Padesátiletý politik čelil pokusu o atentát už 21. února 2003, kdy do jeho vozidla cestou na bělehradské letiště málem narazil nákladní automobil. Podle policie tehdy kolizi s nákladním vozem zabránil obratný manévr premiérova řidiče. Šofér vozu s rakouskou poznávací značkou byl zadržen. U sebe měl falešné dokumenty.
Zoran Đinđić byl zastřelen 12. března 2003 na parkovišti před sídlem vlády. K atentátu došlo ve 12 hodin a 23 minut, když Đinđić vcházel do budovy vlády. Z dálky na něj vystřelil najatý ostřelovač a zasáhl Đinđiće do prsou a do žaludku. Politik byl okamžitě převezen do největší bělehradské nemocnice – v bezvědomí a bez hmatatelného pulsu. Pokusili se ho oživovat i operovat, ale bezúspěšně. Policie okamžitě po atentátu uzavřela okolí sídla vlády. Zastavila také dopravu ve středu Bělehradu, prohledávala vozidla a kontrolovala totožnost osob. V rámci rozsáhlého pátrání byla zastavena veškerá autobusová, železniční i letecká doprava z Bělehradu. Ještě toho dne večer vyhlásila dočasná srbská prezidentka Nataša Mićićová v souvislosti s atentátem v celé zemi výjimečný stav. Podle prezidentky čin ohrozil demokratické základy Srbska, bezpečnost občanů a úřadů a stabilitu země. V souvislosti s vraždou Đinđiće bylo zadrženo a předvedeno k výslechu na 7000 lidí, mezi nimiž bylo mnoho vysokých představitelů Miloševićova režimu a polovojenských jednotek.
Výjimečný stav byl koncem dubna před pravoslavnými Velikonocemi zrušen. Většina pachatelů byla zadržena a přiznala účast na atentátu. Řada z nich patřila k mafiánské skupině známé jako Zemunský klan (Zemun je předměstí Bělehradu), která se vraždou předsedy vlády pokusila vyvolat chaos, bezpráví a strach v Srbsku a zabránit boji proti organizovanému zločinu. Dva bosové, Dušan Spasojević Šiptar a Mile Luković, byli zastřeleni, když při zatýkání kladli odpor. Zvezdan Jovanović, který na Đinđiće vystřelil, byl zadržen 25. března. Byl členem bývalých Červených baretů, speciální policejní jednotky založené během vlády Slobodana Miloševiće na počátku 90. let. Za vraždu srbského premiéra Zorana Đinđiće je odpovědný Milorad Ulemek (Lukovič) přezdívaný „Legija“, jež býval velitelem speciální policejní jednotky Červených baretů a stál v čele Zemunského klanu. Ulemek byl dlouho označován za hrdinu 5. října 2000, kdy jako velitel Červených zabránil nasazení policistů proti demonstrantům požadujícím odstoupení Slobodana Miloševiče, čímž si získal určitou popularitu. Podezřelý však byl i z účasti na méně chvályhodných činech. Jako vůdce Zemunského klanu (tato skupina měla údajně na 200 členů) připravil mimo jiné únos a zavraždění bývalého srbského prezidenta Ivana Stamboliće, zavraždění čtyř funkcionářů Srbského hnutí obnovy (SPO), pokus o atentát na šéfa Srbského hnutí obnovy – SPO Vuka Draškoviće a desítky vražedných přepadení, dále obchod s drogami a používání teroristických metod při „zúčtování“ s protivníky. Zemunskému klanu je také přičítán neúspěšný pokus o atentát na Đinđiće z 21. února 2003.
Více než čtyři roky po vraždě srbského premiéra Zorana Đinđiće, 23. května 2007, vynesl v Bělehradě Zvláštní soud pro organizovaný zločin verdikt nad dvanácti obžalovanými (většinou členů mafiánského gangu Zemunský klan, mnozí z nich bojovali v paravojenských jednotkách během  válek v Bosna a Hercegovina, Chorvatsku a Kosovu). Celý proces byl narušován řadou událostí – dva hlavní svědci byli zavražděni, předsedající soudkyni někdo vyhrožoval vraždou, až ji donutil odstoupit. Nejvyšší tresty vynesla soudkyně Nata Mesarevićová nad Miloradem Ulemkem zvaným Legija, který atentát zorganizoval, a Zvezdanem Jovanovićem, který jej provedl. Oba byli odsouzeni na čtyřicet let. Ostatní obžalovaní si odnesli tresty od osmi do pětatřiceti let.
Ovšem ani vynesení rozsudku nerozptýlilo pochybnosti, že Ulemek, Jovanovič a ostatní jsou jen loutkami, které ovládá někdo úplně jiný. „Vražda Zorana Đinđiće byla politická. A ti, kdo tento zločin nařídili, nebyli odhaleni,“ řekl právník Božo Prelević, jenž zastupuje jednoho z členů Đinđićovy ochranky zraněného při atentátu. „Odsouzení byli pouze nástroji v něčích rukou,“ dodal. Již bezprostředně po atentátu tehdejší srbský premiér Zoran Živković uvedl, že do atentátu byli přímo nebo nepřímo zapojeni někteří současní i bývalí politici, kteří si říkali „vlastenci“ a patřili k narkomafiánským klanům. V této souvislosti bývají připomínány spory, které měl Đinđić s Koštunicou.